# Popis hrvatskih veleposlanika u Uzbekistanu
Republika Hrvatska i Republika Uzbekistan održavaju diplomatske odnose od 6. veljače 1995. Sjedište veleposlanstva je u Ankari.

## Veleposlanici
Hrvatska nema rezidentno veleposlanstvo u Uzbekistanu. 
Veleposlanstvo Republike Hrvatske u Republici Turskoj pokriva Islamsku Republiku Afganistan, Kirgisku Republiku, Republiku Tadžikistan, Turkmenistan i Republiku Uzbekistan.
| Veleposlanik     | Postavljenje       | Opoziv              | Sjedište |
| ---------------- | ------------------ | ------------------- | -------- |
| Hidajet Biščević | 14. lipnja 1995.   | 1. ožujka 1996.     | Ankara   |
| Ivica Tomić      | 4. rujna 1996.     | 31. listopada 2000. | Ankara   |
| Amir Muharemi    | 2. svibnja 2002.   | 25. listopada 2005. | Ankara   |
| Gordan Bakota    | 20. siječnja 2006. | 31. prosinca 2010.  | Ankara   |
| Dražen Hrastić   | 7. studenoga 2011. | 31. kolovoza 2015.  | Ankara   |

## Vanjske poveznice
- Uzbekistan na stranici MVEP-a